# Vuurleiding

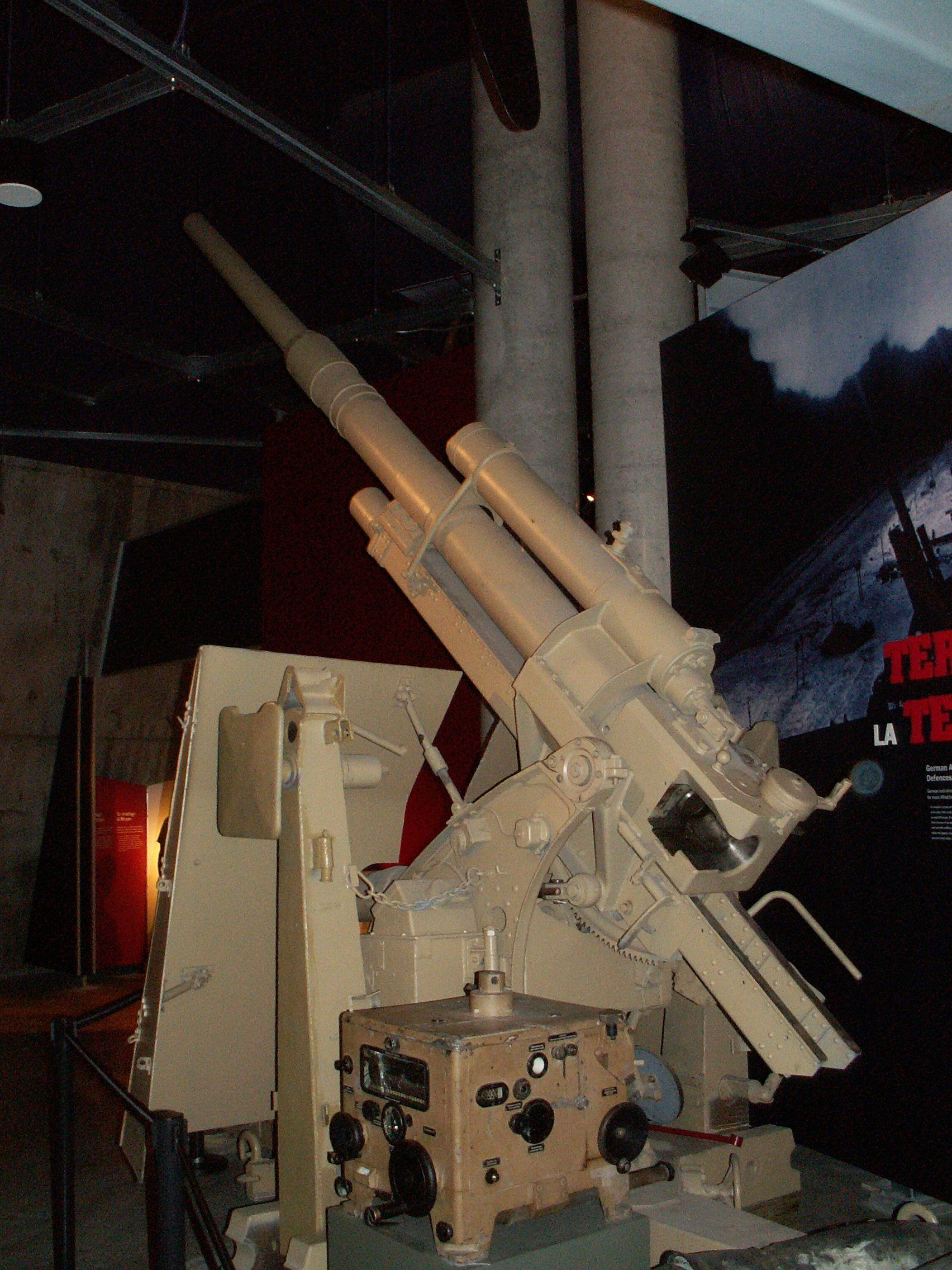

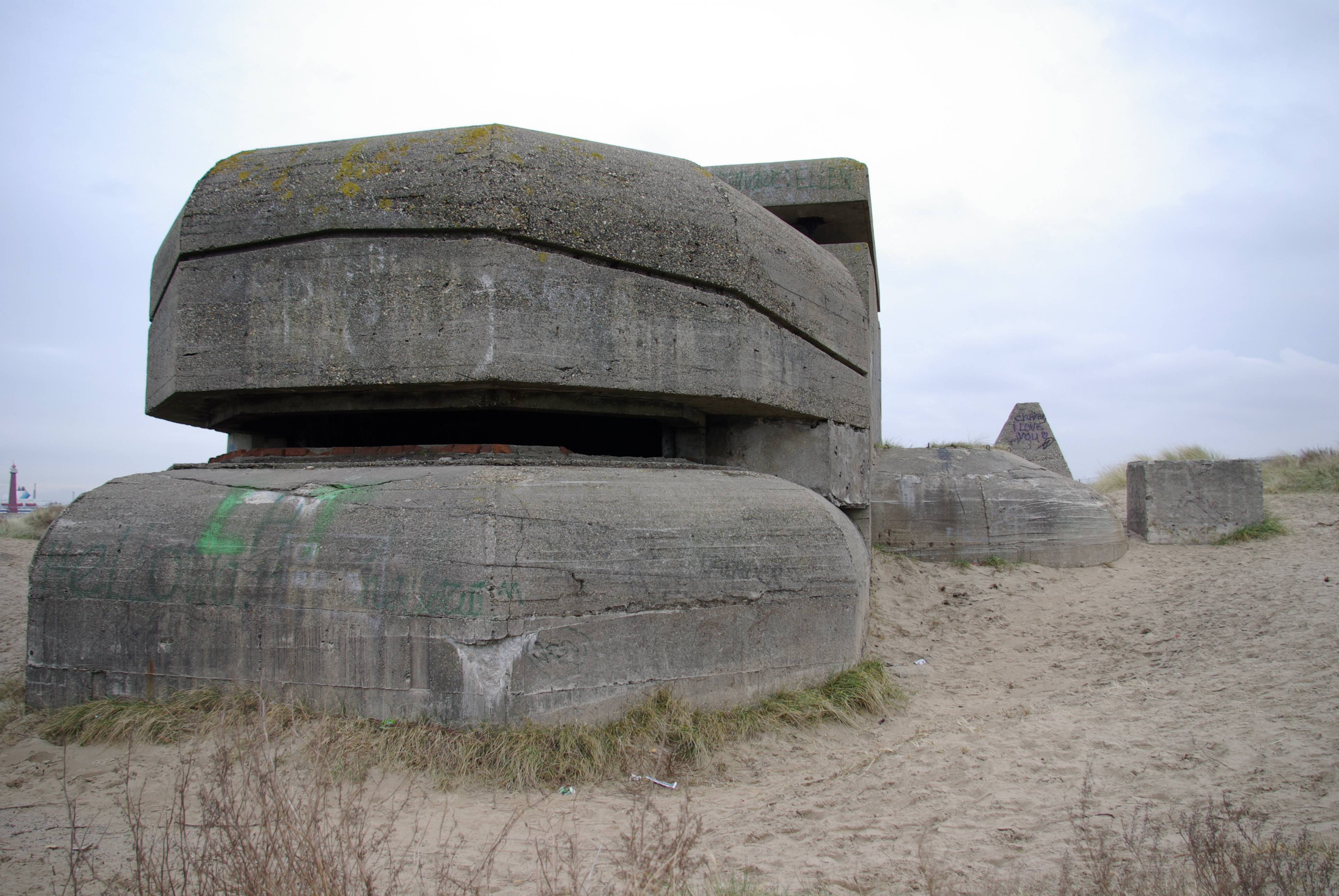
Regelbau M178, bunker gebruikt voor vuurleiding

Onder vuurleiding wordt verstaan het zodanig richten van een vuurwapen dat het afgeschoten projectiel de grootste kans heeft om het doel te raken.
Hoewel schijnbaar eenvoudig, moet men terdege rekening houden met factoren zoals: de snelheid van de schutter, de snelheid van het doel, de zwaartekracht, de luchtweerstand, die weer afhankelijk is van luchtdruk en temperatuur, de windkracht, en de windrichting. De snelheid van het doel wordt gemeten met sensoren.

## Richtmiddelen
Als visueel richtmiddel kende men het vizier, terwijl een richtkijker nauwkeuriger is. Deze meet eerst de afstand en door het doel enige tijd te volgen kan ook de snelheid van het doel worden gevonden. Visuele middelen werken echter niet bij mist of duisternis.
Akoestische richtmiddelen worden gebruikt bij het opsporen van vliegtuigen. Hiermee kan men echter de afstand niet meten.
Mede om deze reden werd de radar ontwikkeld.

## Rekenmiddelen

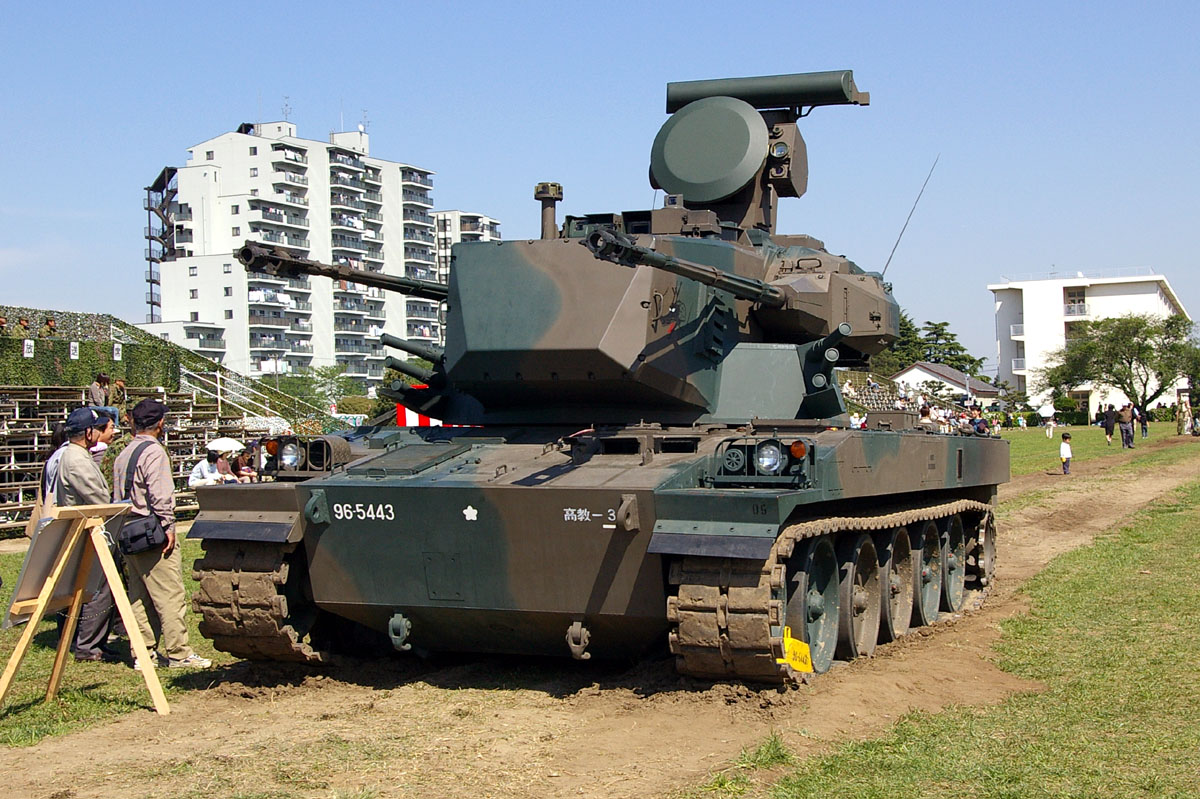

Vuurleiding benodigde ook rekentechnieken. Daartoe werden in de jaren twintig van de twintigste eeuw mechanische rekenmachines ontwikkeld, waarbij de informatie door asverdraaiing werd gerepresenteerd. Speling en inflexibiliteit waren grote nadelen van deze apparaten. Gedurende de jaren dertig kwamen elektromechanische apparaten ter beschikking.
Gedurende de jaren veertig van de twintigste eeuw deden analoge elektronische schakelingen op basis van elektronenbuizen hun intrede.
In 1946 kwam de eerste digitale rekenmachine, de Eniac, gereed. Deze werd aanvankelijk gebruikt voor het berekenen van munitietabellen, dus ter ondersteuning van richtapparatuur. Dit werk werd aanvankelijk door vrouwen verricht, die rekenaars of computers genoemd werden (de mannen waren aan het front). De electronic computer versnelde dit omslachtige rekenwerk en droeg zijn naam over aan de huidige, overal voorkomende apparaten.